# Попов, Николай Фёдорович (Герой Советского Союза)
Николай Фёдорович Попов (1905—1945) — младший лейтенант Рабоче-крестьянской Красной Армии, участник Великой Отечественной войны, Герой Советского Союза (1945).

## Биография
Николай Попов родился 20 ноября (по новому стилю — 3 декабря) 1905 года в селе Тамбовка (ныне — Большеглушицкий район Самарской области) в крестьянской семье. Получил начальное образование, в возрасте двенадцати лет уехал на заработки в Пензенскую губернию. В 1925 году стал рабочим на нефтяных промыслах в Баку, позднее стал работать в транспортной конторе треста «Азнефтекомплекс». В сентябре 1941 года Попов был призван на службу в Рабоче-крестьянскую Красную Армию и направлен на фронт Великой Отечественной войны. Участвовал в боях в Донбассе, битве за Кавказ, освобождении Украинской и Белорусской ССР. К январю 1945 года младший лейтенант Николай Попов был парторгом батальона 340-го стрелкового полка 46-й стрелковой дивизии 2-й ударной армии 2-го Белорусского фронта. Отличился во время освобождения Польши.
26 января 1945 года Попов, находясь в боевых порядках стрелковой роты, одним из первых в полку переправился через Вислу к западу от города Эльбинг и принял участие в отражении большого количество немецких контратак. Поднял в атаку группу бойцов, затем двумя гранатами подбил танк противника. Погиб в этом бою.
Указом Президиума Верховного Совета СССР от 29 июня 1945 года младший лейтенант Николай Попов  был удостоен высокого звания Героя Советского Союза (посмертно). Был также награждён орденом Ленина и рядом медалей.
В честь Попова названа улица в Баку.